# Уазо
Уазо (фр. Île aux Oiseaux) — маленький остров, расположенный в центре Аркашонского залива, и включённый в состав коммуны Ла-Тест-де-Бюш французского департамента Жиронда.

## География
Согласно различным гипотезам остров возник под воздействием ветров и морских течений либо из старой песчаной отмели, либо является остатком высокой дюны, основа которой с течением времени закрепилась на своём текущем месте.
Площадь острова меняется в связи с приливами и отливами; в период полной воды она составляет около 300 гектаров, а при малой воде увеличивается до 3000 гектаров.

## История

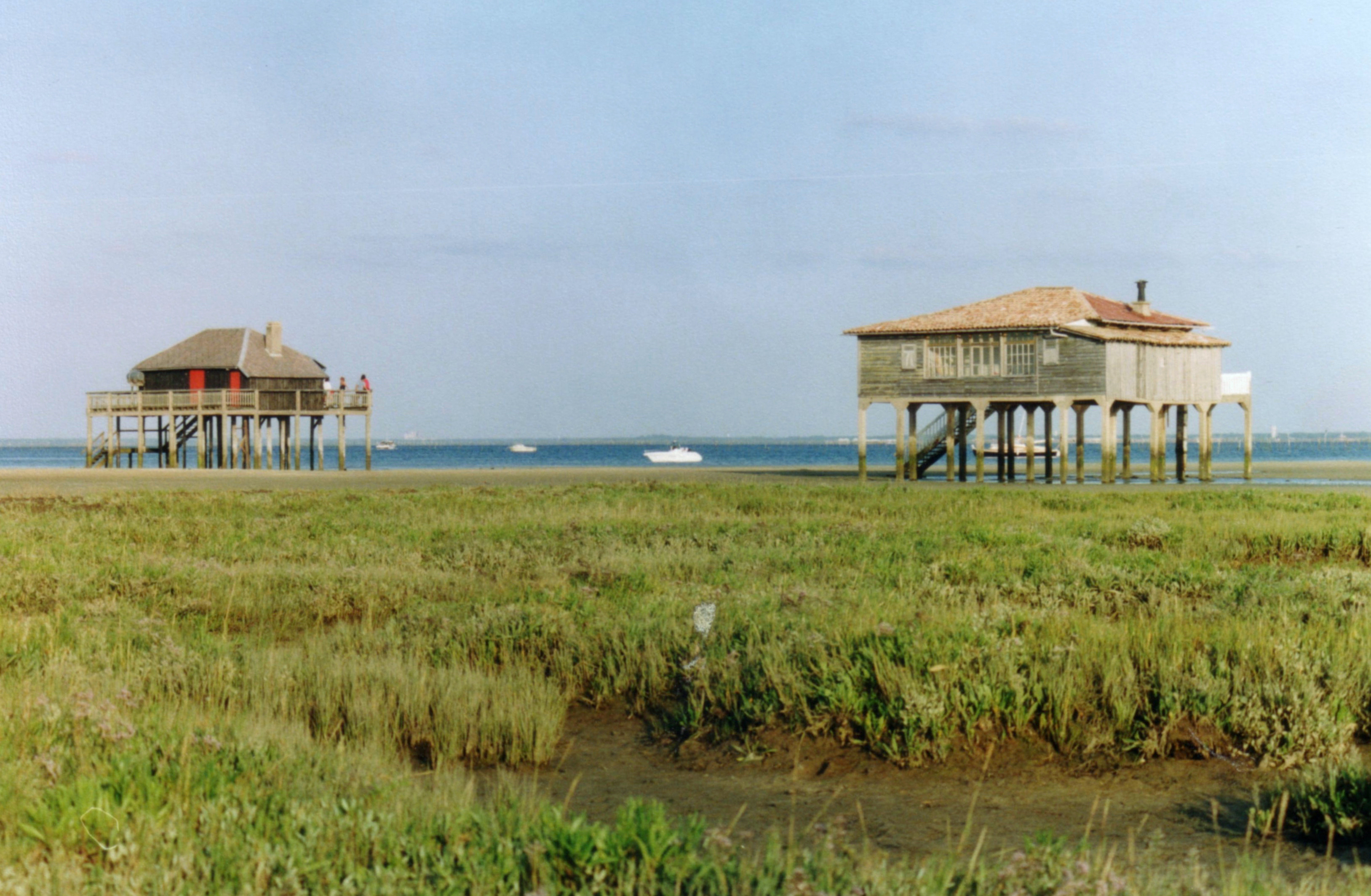
Хижины на ходулях на Уазо

В прежние времена местные жители прибрежных деревень пасли на острове стада коров, а затем и лошадей, которые попадали на остров вплавь.
Во время сильных штормов 1714 и 1882 годов остров полностью затапливался и все находившиеся на нём животные гибли.
Впоследствии остров стал охотничьим угодьем и местом для рыбалки (в настоящее время эта активность строго регламентирована), здесь построили охотничьи домики, устроили озёра, артезианскую скважину с пресной водой; затем построили 52 хижины, в том числе две хижины на ходулях (ходули впоследствии стали символом острова и всего залива). Островок окружён устричными парками.
С начала XX века на остров регулярно прибывают экскурсии на лодках, отправляющихся из Аркашона.
Остров также посещают многочисленные яхтсмены.
Остров объявлен классифицированным природным комплексом согласно декрету от 21 августа 2008 года.

## Биологическая станция
Преображаемый приливами и отливами остров по-прежнему остаётся прибежищем для перелётных птиц и морских волков.
Основанная на острове биологическая станция с небольшим штатом научных работников в 1948 году была наделена статусом Института морской биологии, который подчинялся университету Бордо (ещё до его реструктуризации).

## В массовой культуре
Песня Tombé pour elle французского певца Паскаля Обиспо имеет подзаголовок Птичий остров (альбом День как сегодня).